# کاربرد الگوریتم‌ها
در دنیای امروز مسائل فراوانی وجود دارد که می‌توان توسط الگوریتم‌ها راه حل‌های مناسب و بهینه‌ای برای آن‌ها ارائه نمود. استفاده از الگوریتم‌ها در این مسائل باعث صرفه جویی در وقت و هزینه شده و راهکارهای نوینی را پیش رو قرار می‌دهد. از جمله:
- پزشکی و ژنتیک:
یکی از کاربردهای مهم الگوریتم‌ها در ژنتیک و در پروژه ژن‌های انسانی است. هدف پروژه ژن انسان، شناسایی تمام ۱۰۰۰۰۰ ژن در DNA انسان،   تعیین دنباله‌ای از ۳ بیلیون جفت پایه شیمیایی DNA انسان، ذخیره این اطلاعات در پایگاه داده‌ها و تولید ابزارهایی برای تحلیل داده‌ها   است که هر یک از این مراحل نیازمند الگوریتم‌هایی حرفه‌ای است و این خود تصدیقی بر اهمیت الگوریتم‌ها در پیشرفتهای پزشکی و ژنتیکی است.
- اینترنت:
کاربرد دومی که برای الگوریتم‌ها ذکر می‌کنیم در اینترنت است. اینترنت موجب می‌شود افراد در سراسر جهان به سرعت به حجم زیادی از   اطلاعات دستیابی داشته باشند و این مهم تحقق نمی‌یابد مگر به مدد الگوریتم‌های هوشمندی که برای مدیریت و دستکاری این اطلاعات استفاده می‌شود. مصداق‌هایی از کاربرد الگوریتم‌ها در فضای اینترنت شامل یافتن مسیرهای خوب برای ارسال داده‌ها و استفاده از موتورهای جستجو برای یافتن سریع صفحاتی است که اطلاعات مورد نظر در آن قرار دارد.
- تجارت الکترونیک:
کاربرد سوم الگوریتم‌ها در تجارت الکترونیک است. تجارت الکترونیک موجب می‌شود کالاها و سرویس‌ها بطور الکترونیکی مذاکره و مبادله شوند. برای  تحقق این امر توانایی نگهداری اطلاعاتی مانند شماره کارت اعتباری، کلمه‌های عبور و صورت حساب‌های خصوصی بانک‌ها ضروری است به همین دلیل از فناوری‌هایی نظیر رمزنگاری کلید عمومی و امضاهای دیجیتال برای نگهداری موارد ذکر شده‌استفاده می‌شوند که همگی مبتنی بر الگوریتم‌ها و تئوری اعداد هستند و این کارایی الگوریتم را در این حوزه نشان می‌دهد.
- صنعت:
چهارمین موردی که می‌توان برای کارایی الگوریتم‌ها ذکر کرد، در صنعت و تجارت است. در صنعت و تجارت لازم است منابع نادر با سودمندترین روش تخصیص یابند به‌طوری که با منابع محدود بتوان به سود ماکزیمم و هزینه مینیمم رسید. برای دستیابی به این اهداف و حل مسئله‌هایی از این‌دست الگوریتمی نظیر الگوریتم برنامه‌ریزی خطی کارایی دارد که نتیجه بهینه را حاصل می‌کند.
- مسیر یابی:
کاربرد پنجم الگوریتم‌ها در مسیر یابی بالاخص یافتن کوتاهترین مسیرهای موجود است. اگر هدف ما تعیین کوتاه‌ترین مسیر از یک تقاطع به دیگری در یک نقشه جاده‌ای باشد در حالی که تعداد مسیرهای ممکن زیاد است، برای رسیدن به راه حل بهینه باید از الگوریتم‌های  مسیریابی استفاده نماییم. چنین مسئله‌ای را اگر به صورت گراف مدل‌سازی کنیم می‌توانیم به کمک الگوریتم‌های متعدد مسیر  یابی مانند پریم، دایکسترا،  فلوید و... بسته به خواسته‌های مسئله و نوع گراف کوتاه‌ترین مسیر را از یک راس به راس دیگر گراف پیدا نموده و بدین ترتیب مسئله را حل کنیم.
- مرتب سازی:
ششمین کاربردی که برای الگوریتم‌ها ذکر می‌کنیم در مرتب سازی است. برای مثال در طراحی‌های مکانیکی که بر حسب کتابخانه‌ای از قطعات داده شده‌اند و هر قطعه ممکن است شامل نمونه‌هایی از قطعات دیگر باشد اگر بخواهیم قطعات را به ترتیب لیست کنیم به‌طوری که هر قطعه قبل از قطعه‌ای که از آن استفاده می‌کنند، قرار گیرد باید از الگوریتم‌های مرتب سازی مانند مرتب سازی موضعی استفاده کنیم. البته کاربرد الگوریتم‌ها در مرتب سازی و مدل‌های آن تنها محدود به این مثال و این مدل نمی‌شود بلکه الگوریتم‌های مرتب سازی مدل‌های فراوانی دارند از جمله مرتب سازی ادغامی، مرتب سازی درجی، مرتب سازی انتخابی و... که هر کدام کاربردهای جداگانه و متنوعی مختص خود دارند.
علاوه بر کاربردهای ذکر شده، کاربردهای دیگری نیز برای الگوریتم‌ها در ریاضیات و سایر زمینه‌های علمی وجود دارد مانند یافتن طویل‌ترین زیر دنباله مشترک، یافتن پوش محدب نقاط، انتخاب بهینه فعالیت‌ها و بسیاری نمونه‌های دیگر.

## پیوندبه بیرون
- /http://www.olomrayaneh.net